# Café De Buren
Café De Buren was een praatprogramma dat vanaf 24 oktober 2007 wekelijks werd uitgezonden op BVN. Het programma werd gepresenteerd door Karin van den Boogaert en Tine Van den Brande. Elke week werd er gepraat over verschillen en overeenkomsten tussen Vlaanderen en Nederland.
Het programma werd gemaakt door de omroepen RNW, VRT en Teleac/NOT. In januari 2008 werd Café De Buren ook uitgezonden op Nederland 2 en één.
Onderwerpen die aan bod komen aan tafel waren onder andere de Nederlandse taal, de koningshuizen, koloniaal verleden en de Nederlandse/Vlaamse cultuur en werden geïllustreerd met reportages.
Café de Buren is mede mogelijk gemaakt door het Vlaams-Nederlands Huis deBuren in Brussel en het Nederlandse Ministerie van Buitenlandse zaken.

## Afleveringen
1. Identiteit
2. Koningshuizen
3. Taal
4. Gezag en Hiërarchie
5. Eetcultuur
6. Liedcultuur
7. Koloniaal heden
8. Politieke cultuur
9. Literatuur
10. Mode
11. Sport